# Loyall (Kentucky)
Loyall es una ciudad ubicada en el condado de Harlan en el estado estadounidense de Kentucky. En el Censo de 2010 tenía una población de 1461 habitantes y una densidad poblacional de 396,69 personas por km².

## Geografía
Loyall se encuentra ubicada en las coordenadas 36°51′0″N 83°21′3″O / 36.85000, -83.35083. Según la Oficina del Censo de los Estados Unidos, Loyall tiene una superficie total de 3.68 km², de la cual 3.46 km² corresponden a tierra firme y (6.05%) 0.22 km² es agua.

## Demografía
Según el censo de 2010, había 1461 personas residiendo en Loyall. La densidad de población era de 396,69 hab./km². De los 1461 habitantes, Loyall estaba compuesto por el 97.06% blancos, el 0.62% eran afroamericanos, el 0.62% eran amerindios, el 0.55% eran asiáticos, el 0% eran isleños del Pacífico, el 0.21% eran de otras razas y el 0.96% pertenecían a dos o más razas. Del total de la población el 0.75% eran hispanos o latinos de cualquier raza.